# Van Allenovy pásy

Schéma Van Allenových pásů v okolí Země

Van Allenovy radiační pásy nebo jen radiační pásy jsou oblasti v okolí planety, ve kterých je zachycené korpuskulární záření (energetické ionty a elektrony). Jde o částice slunečního větru, zachycené v magnetickém poli planety, proto je jejich existence možná jen u planet s magnetosférou. Radiační pásy Země se nazývají Van Allenovy pásy podle objevitele vnitřního pásu, profesora Van Allena, který ho objevil na základě měření první americké družice Explorer 1. Rozpoznáváme vnější a vnitřní Van Allenův pás. Vnější objevil Sergej Nikolajevič Věrnov a jeho spolupracovníci na základě údajů ze sovětské sondy Luna 1. Nově byl objeven také třetí pás. Ovšem počet a tvar pásů se jeví různý pro různé energie částic a je závislý na aktivitě jako je magnetická bouře.

## Charakteristika
Van Allenovy pásy se rozprostírají od výšky zhruba 400 km nad zemským povrchem do vzdálenosti asi 50 000 km. Vnitřní radiační pás tvoří zhuštění částic ve výšce asi 3 000 km, což je okolo 0,1 až 1,5 zemských poloměrů. Vyšší oblast zhuštění ve výšce zhruba 15 000 km (2–10 zemských poloměrů) je vnější pás. Ve vnitřním pásu převládají energetické protony s velkou energií. Je mnohem stabilnější vůči magnetické energii než vnější pás. Ten tvoří méně energetické elektrony s energiemi měřitelnými v kiloelektronvoltech. Pomocí satelitů byla dále v radiačních pásech prokázána přítomnost pozitronů
a ve vnitřním pásu také antiprotonů, jichž zde obíhají řádově miliardy (což je však jen nepatrný podíl ze všech částic). Jejich doba života v pásech, než zaniknou prostřednictvím anihilace, se odhaduje na minuty až hodiny; podle vědců by tak mohly tyto částice v budoucnosti sloužit jako pomocný zdroj energie pro vesmírná plavidla.

## Popis
Oba pásy obklopují Zemi symetricky okolo její magnetické osy. V průřezu mají pásy půlměsícovitý tvar, což je zapříčiněné topologií křivek geomagnetického pole. Zahušťující se křivky vyvolávají efekt magnetického zrcadla, proto jimi většina nabitých částic nemůže proniknout až k pólu. Částice se proto odrážejí zpět a putují k druhému zrcadlu, kde se opět odrazí. Tímto způsobem jsou částice v radiačním pásu dlouhodobě uvězněné a jejich nejvyšší koncentrace se nachází nad rovníkem (kde jsou siločáry nejřidší). Pokud mají částice vhodný úhel letu vzhledem k siločarám a vhodné energie, mohou v oblasti zrcadel proniknout až do atmosféry, kde mohou způsobit polární zář. Pravděpodobnost jejich průniku do atmosféry je tím větší, čím větší příkon částic směrem od Slunce pozorujeme. Největší bývá v období geomagnetických bouří.

## Pohyb částic
Nabité částice ve Van Allenových pásech jsou ovládané Lorentzovou silou. Vykonávají tři různé pohyby:
- oběh okolo své siločáry s periodou několika mikrosekund až milisekund
- posuvný (při složení s prvním pohybem spirálový) pohyb podél siločar
- pohyb kolmý na rovinu magnetického poledníku.

Částice ztrácejí svoji energii při srážkách s částicemi atmosféry. Neustále však přibývají nové částice vznikající rozpadem sekundárního kosmického záření, ze slunečního větru a z ionosféry.

## Pásy planet
Van Allenovy pásy mají všechny planety s magnetosférou. Nejmohutnější je má ve Sluneční soustavě Jupiter, protože má ze všech planet nejsilnější magnetické pole. Jupiterovy pásy jsou silně ovlivněny měsícem Io, který dodává pásům ionty síry a sodíku. Zvýšená radiace především ve vnitřním pásu způsobuje problémy družicím, jejichž oběžná dráha protíná radiační pás planety, kterou obíhají. Jednou z nich je i Hubbleův vesmírný dalekohled, který se při průletu Van Allenovými radiačními pásy Země vypíná.
V březnu 2013 byla NASA oznámena existence třetího radiačního pásu.

## Problémy kosmických letů
Lidem a živým organismům obecně jsou vysokoenergetické protony a záření beta ve van Allenových pásech životu nebezpečné, neboť částice, které se v nich velkou rychlostí pohybují, jsou schopné porušit lidskou DNA. S výjimkou programu Apollo a několika dalších ojedinělých letů se člověk pohyboval v menší vzdálenosti, než je vnitřní hranice vnitřního van Allenova pásu (tedy max do cca 350 km od zemského povrchu).